# Mantela zelená
Mantela zelená (Mantella viridis) je jedovatá žába patřící do čeledi mantelovití (Mantellidae) a rodu mantela (Mantella). Je velice blízce příbuzná druhu Mantella ebenaui, kterému se podobá i vzhledem.

## Výskyt
Mantela zelená obývá nejsevernější regiony Madagaskaru, malá izolovaná populace přežívá i na ostrůvku Nosy Hara na areálu o rozloze asi 10 ha. Žába dává k životu přednost listnatým lesům v krasové krajině na vápencovém podloží, dovede však částečně žít i v narušených oblastech a lze ji najít například na plantážích mangovníků. Vyhledává oblasti se sezónními toky.

## Popis
Mantela zelená dosahuje velikosti 2,2 až 3 cm. Samci obyčejně měří 2,2 až 2,5 cm, samice jsou větší a měří 2,7 až 3 cm. Tělo je – včetně hlavy – žluté až žlutozelené, černé zbarvení se táhne podél boků. Končetiny jsou zelené, zadní končetiny mohou mít pruhovaný vzor. Břicho je černé, s modrými skvrnami. Na hrdle se rozvíjí podkovovitá skvrna.
Žába je aktivní převážně během dne. Volání je tvořeno sérií krátkých zakvákání, z nichž každé se skládá ze dvou velmi krátkých kliknutí. Takový zvuk má frekvenci 2,5 až 6,2 kHz a trvá okolo 40 ms. Samice klade pod kameny či padlé stromy snůšku o 15 až 60 vajíčkách. Po 45 až 65 dnech se vylíhnou pulci; v tuto dobu začínají na severním Madagaskaru silné deště, které zajišťují pulcům vlhké prostředí.

## Ohrožení
Hrozbu pro mantelu zelenou představuje ztráta přirozeného prostředí vlivem těžby dřeva, požárů a pastevectví. Na redukci populací se podílí taktéž odchyt žab pro obchod se zvířaty; přestože je druh stále místy hojný, populace klesá. Mezinárodní svaz ochrany přírody zařadil mantelu zelenou mezi ohrožené druhy a je zapsána také na Úmluvu o mezinárodním obchodu s ohroženými druhy volně žijících živočichů a rostlin, příloha II. Ochranná opatření jsou realizována prostřednictvím chovu v zajetí a regulace vývozu, podstatná však zůstává i ochrana zbývajících biotopů. Mantela zelená se vyskytuje v Národním parku Montagne d'Ambre.